# Joseph-Louis Duc

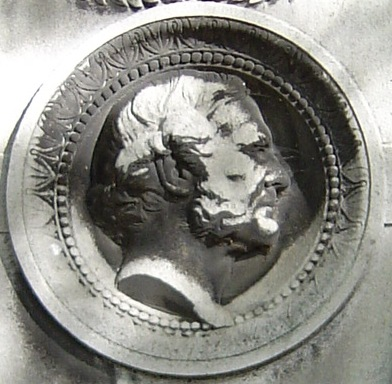
Joseph-Louis Duc (medaljong på hans grav på Montmartrekyrkogården).

Joseph-Louis Duc, född den 25 oktober 1802 i Paris, död där den 22 januari 1878, var en fransk arkitekt.
Duc studerade vid École des beaux-arts, fick Rompriset vid 23 års ålder och väckte under sin studietid i Rom mycket uppseende genom sitt förslag till restaurering av Colosseum. Bland hans arbeten i Paris är de främsta Julikolonnen på Bastiljplatsen och det mycket invecklade, av gamla och nya byggnader sammansatta Palais de justice. Duc var ledamot av Institutet (1866) och inspecteur général över allmänna byggnader. Napoleon III tilldelade honom ett pris på 100 000 francs.